# Solenopsis vorax
Solenopsis vorax är en myrart som beskrevs av Santschi 1934. Solenopsis vorax ingår i släktet eldmyror, och familjen myror. Inga underarter finns listade i Catalogue of Life.